# Alpen-Frauenmantel

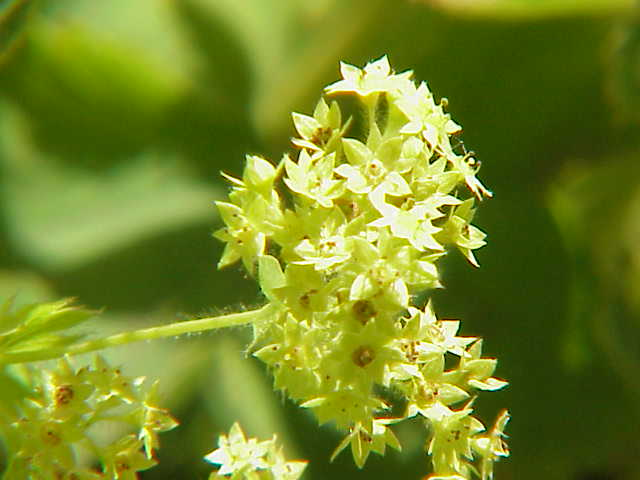
Alpen-Frauenmantel – Blüte

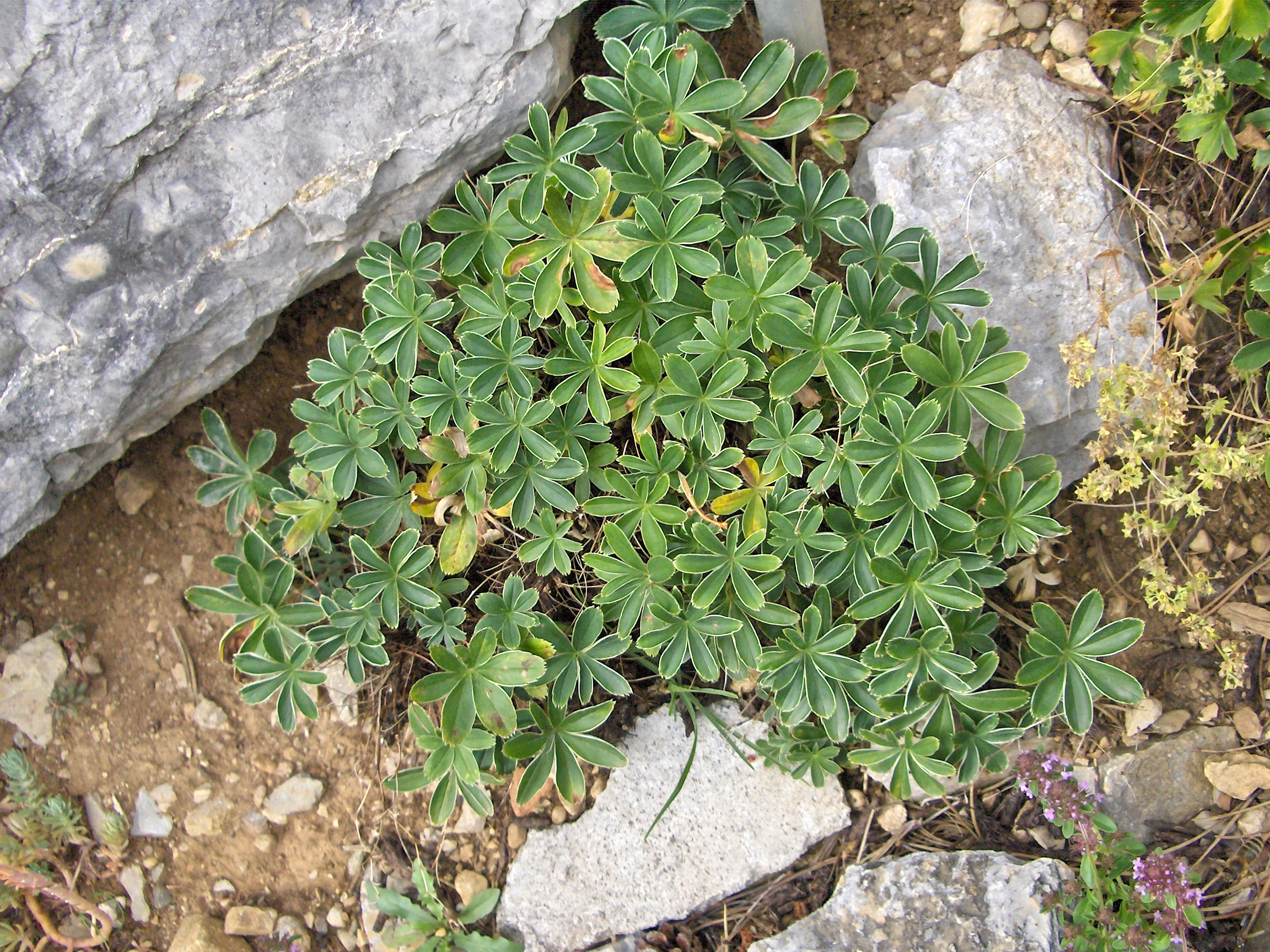
Alpen-Frauenmantel – Blätter

Der Alpen-Frauenmantel, auch Alpen-Silbermantel, Bergfrauenmantel, Silberkraut oder Silbermänteli (Alchemilla alpina), ist eine Art aus der Gattung der Frauenmantel (Alchemilla). Innerhalb der Sammelart  Alchemilla alpina werden etwa 10 Kleinarten unterschieden, die aber taxonomisch äußerst schwierig zu unterscheiden sind.

## Morphologie
Der Alpen-Frauenmantel ist eine mehrjährige krautige Pflanze, die Wuchshöhen zwischen 5 und 30 Zentimetern erreicht. Der Stängel ist niederliegend bis aufsteigend und die Sprosse enden mit einer Rosette. Die Laubblätter sind meist 5- bis 7-teilig, auf der Oberseite dunkelgrün und kahl, auf der Unterseite aber anliegend silbrig behaart.
Die Art blüht von Juni bis August in einer Rispe zu Knäueln zusammengezogenen Blüten. Diese
bestehen nur aus 4 (selten 5) inneren Kelchblättern. Kronblätter fehlen immer, die äußeren Kelchblätter fehlen zumeist ebenfalls. Die Blüten sind gelb-grün und erreichen einen Durchmesser von 3 bis 4 mm. Zwischen den Kelchblättern stehen vier Staubblätter.
Die Chromosomenzahl beträgt 2n = ca. 120, 128 oder ca. 140.

## Vermehrung
Wie allen Frauenmantelarten pflanzt sich der Alpen-Frauenmantel apomiktisch, das heißt ohne Bestäubung, klonal, fort. Die Samen entstehen aus diploiden Zellen der Mutterpflanze und funktionsfähiger Pollen wird nicht gebildet. Durch diese Art der Fortpflanzung wird der Austausch von Erbgut verhindert, und so haben sich viele kaum voneinander unterscheidbare Kleinarten gebildet.
Die nächsten verwandten eigenständigen Arten sind der Verwachsene Frauenmantel (Alchemilla conjuncta) und der Zerschlitzte Frauenmantel (Alchemilla fissa).

## Vorkommen
Das Verbreitungsgebiet des Alpen-Frauenmantels umfasst die Gebirge der Iberischen Halbinsel, das Zentralmassiv, Korsika, die Apenninen und die Alpen, sowie davon disjunkt Labrador, Grönland und das nördliche Europa von Island über die Färöern, Schottland, Spitzbergen und Fennoskandien bis zum Ural. Die Art ist überwiegend in der alpinen Stufe anzutreffen. In Nordtirol am Großen Galtenberg wächst sie in 2444 Metern Höhe, in Graubünden in 2500 Metern und in Vorarlberg am Hohen Rad in 2600 Metern. Unterhalb von 1500 Metern kommt sie nur selten vor. In Unterwallis, Nordtirol und Vorarlberg kommt sie ab 1300 Metern vor, bei Mesocco sogar auf 750 Metern.
Der Alpen-Frauenmantel wächst in subalpinen Zwergstrauchheiden, alpinen Matten, Felsfluren und auf Ruhschutt. In der obersten Nadelwaldregion ist er an lichten Stellen anzutreffen. In Vorarlberg wurde die Art in der Silvrettagruppe in senkrechten Felsspalten zusammen mit Campanula scheuchzeri optimal entwickelt aufgefunden. Sie gilt als etwas wärmeliebend und besiedelt gern Südhänge. Als Untergrund bevorzugt Alchemilla alpina Silikatgestein, darüber hinaus kommt sie selten auf Kalk vor, wenn dieser eine dicke Humusauflage aufweist. Sie wächst auf frischen bis mäßig trockenen, steinigen oder flachgründigen, kalkfreien, feinerdereichen, leicht sauren, meist basenarmen, humosen, ziemlich nährstoffarmen Lehmböden.
Die Art ist in den Verbänden Alpin-subalpine Magerrasen (Nardion), Arktisch-alpine Silikatgesteinsrasen (Caricion curvulae), Zwergwacholderheiden (Juniperion nanae), Vaccinion vitis-idaeae und Bodensauren Alpenrosen- und Heidelbeerheiden (Rhododendro-Vaccinion) (im Saastal im Wallis unter anderem vergesellschaftet mit Pinus cembra, Larix decidua, Betula carpatica, Alnus alnobetula, Rhododendron ferrugineum und Vaccinium myrtillus) zu finden. Darüber hinaus kommt sie hauptsächlich im Wallis nicht selten auch in Zwergstrauchheiden bodensaurer Nadelwälder (Vaccinio-Piceion) vor, in Gesellschaft von Hylocomium splendens, Hylocomium umbratum, Rhytidiadelphus triquetrus, Lycopodium clavatum, Lycopodium annotinum, Blechnum spicant, Oreopteris limbosperma, Moneses uniflora, Orthilia secunda, Saxifraga cuneifolia, Melampyrum sylvaticum, Melampyrum pratense und Arnica montana. Braun-Blanquet gibt sie außerdem für das Seslerio-Caricetum sempervirentis (Verband Alpine Braungrasrasen (Seslerion variae)) an. Von Grabherr stammen Angaben über Vorkommen auf Amphibolit bei Gargellen in Vorarlberg.

## Trivialnamen
Weitere zum Teil auch nur regional gebräuchliche Bezeichnungen für den Alpen-Frauenmantel sind oder waren: Bergsinnaw, Hasenklee (Berner Oberland), Nimm mir Nichts (Österreich), Schafsuppen, Silbersienu (Bern), Steinsinnaw und Silbermantel (Obwalden).

## Medizinischer Nutzen
Der Alpen-Frauenmantel hat einen medizinischen Nutzen, die Pflanze ist reich an Gerbstoffen, Flavonoiden und organischen Säuren. Traditionell findet sie in der Behandlung von Durchfallerkrankungen Anwendung.
Über das Alpenfrauenmantelkraut liegt eine (Negativ-)Monographie der Kommission E aus dem Jahr 1992 vor, welche die Wirksamkeit in den beanspruchten Anwendungsgebieten nicht belegt findet.